# ميشيل فلورنوي
ميشيل فلورنوي (بالإنجليزية: Michèle Flournoy)‏ (و. 1960 – م) هي موظفة مدنية من الولايات المتحدة الأمريكية ولدت في لوس أنجلوس.
وهي عضوة في الحزب الديمقراطي الأمريكي .

## التعليم
تعلمت في كلية هارفارد، وجامعة هارفارد.